# Centruroides chamela
Espèce
Centruroides chamela est une espèce de scorpions de la famille des Buthidae.

## Distribution
Cette espèce est endémique du Jalisco au Mexique. Elle se rencontre vers La Huerta.

## Description
Le mâle holotype mesure 44,77 mm, les mâles mesurent de 39,20 à 46,69 mm et les femelles de 47,75 à 50,55 mm.

## Étymologie
Son nom d'espèce lui a été donné en référence au lieu de sa découverte, Chamela.

## Publication originale
- Ponce-Saavedra & Francke, 2011 : « Especie nueva de la alacran del genero Centruroides (Scorpiones: Buthidae) de la costa del estado de Jalisco, Mexico. » Revista Mexicana de Biodiversidad, vol. 82, p. 1163-1175 (texte intégral).